# Czerwonków

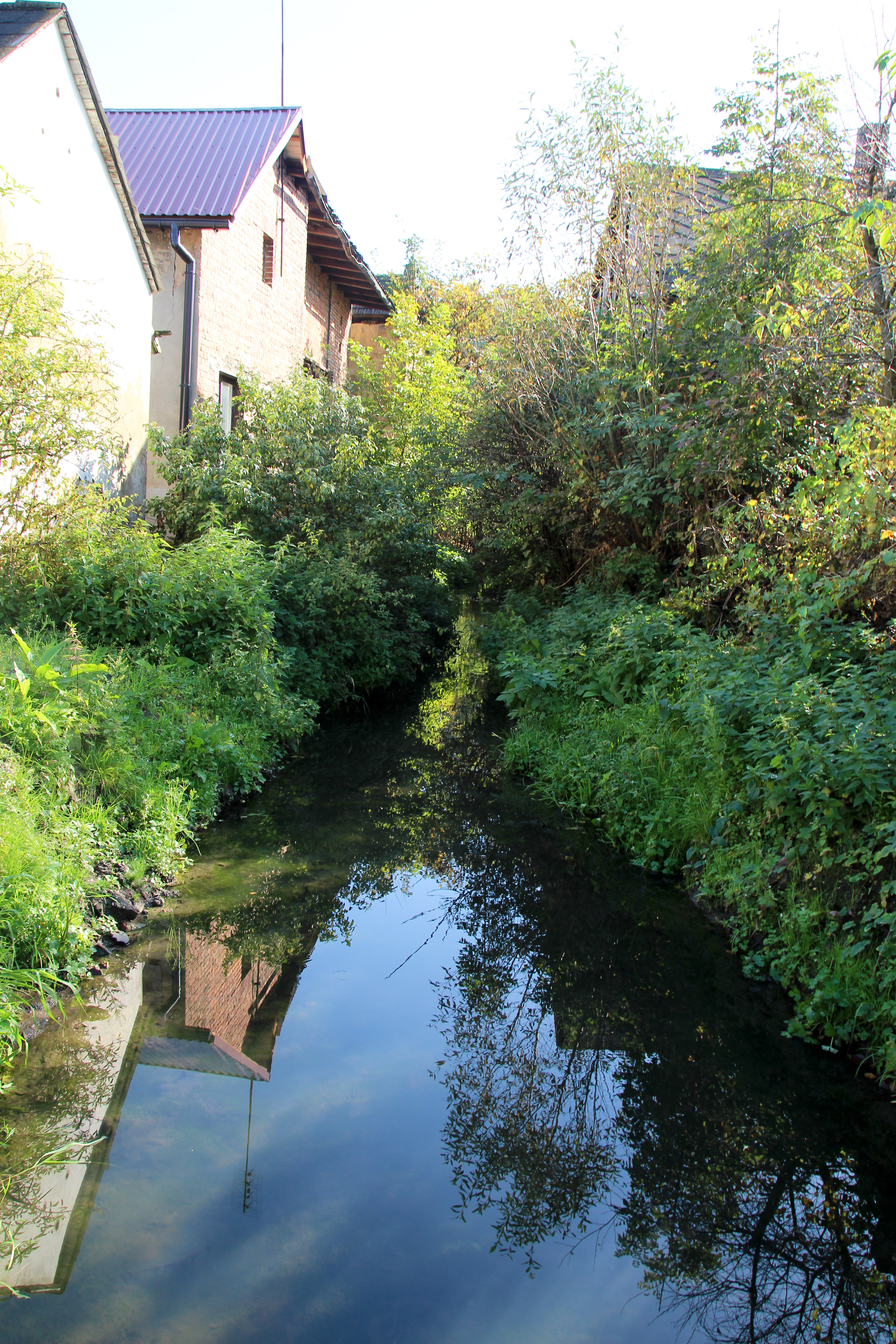
Die Sucha in Czerwonków

Czerwonków (deutsch Tschirmkau, 1936–1945 Schirmke, tschechisch Červenkovo) ist ein Ort in der Landgemeinde Baborów im Powiat Głubczycki der Woiwodschaft Opole in Polen.
Zu Czerwonków gehört der Weiler Czerwonków Osiedle (Tschirmkau Siedlung).

## Geographie
Das Angerdorf Czerwonków liegt neun Kilometer westlich von Baborów, neun Kilometer südöstlich von Głubczyce (Leobschütz) und 70 Kilometer südlich von Opole (Oppeln) in der Schlesischen Tiefebene an der stillgelegten Bahnstrecke Baborów–Opava.
Nachbarorte von Czerwonków sind im Westen Sucha Psina (Zauchwitz) und im Südosten Księże Pole (Knispel).

## Geschichte

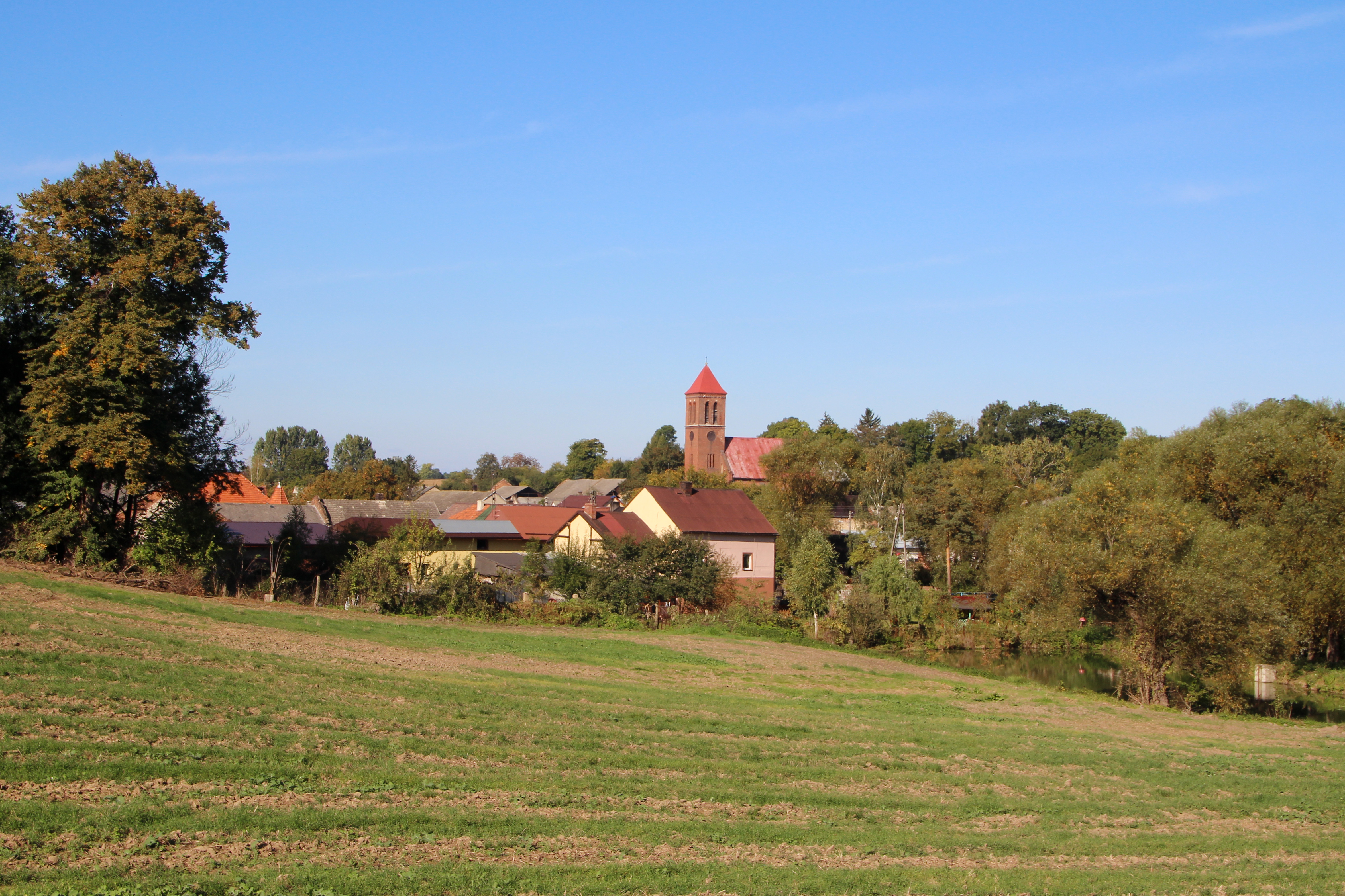
Gesamtansicht

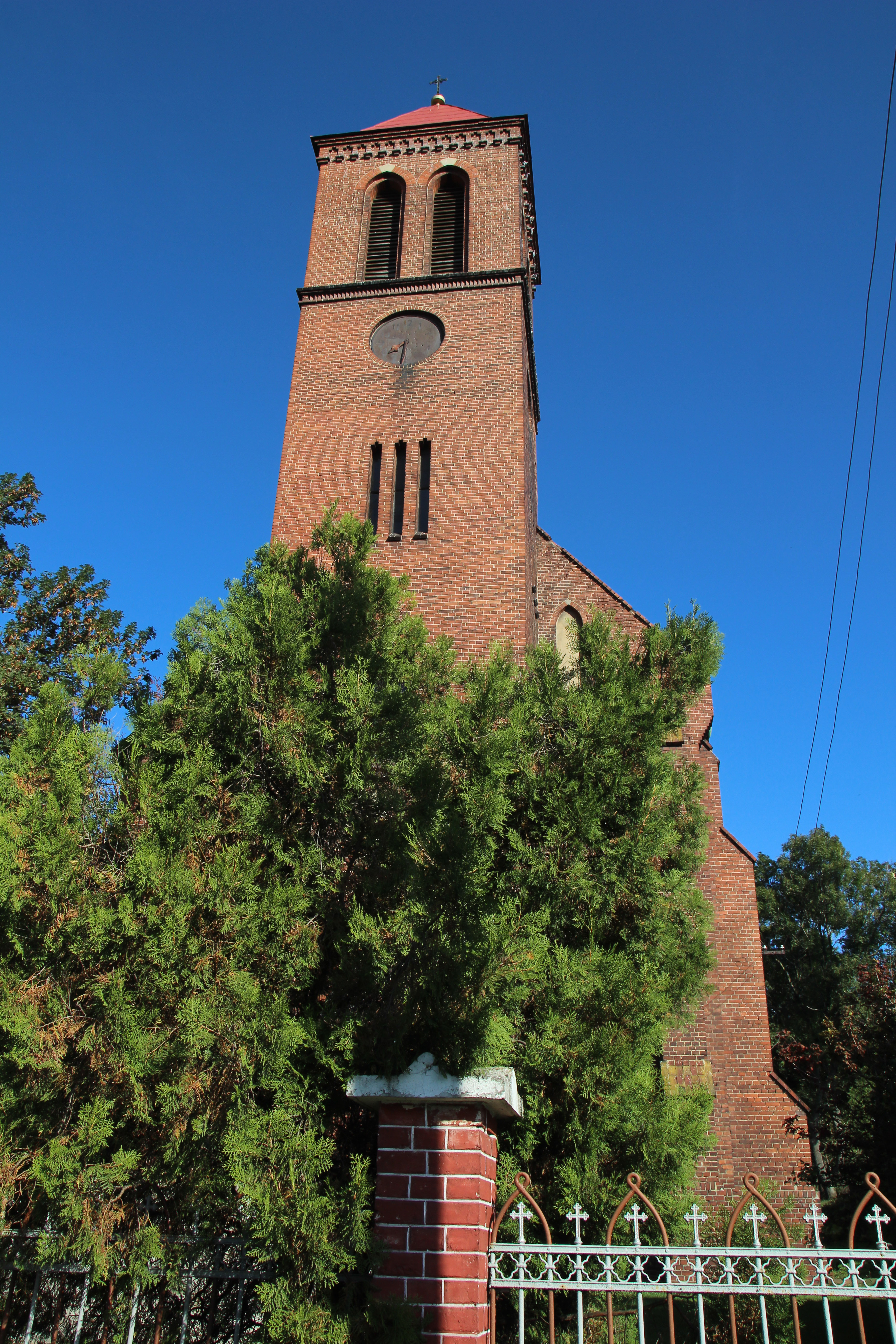
Mariä-Geburt-Kirche

„Cziruencow“ wurde 1340 erstmals urkundlich erwähnt. 1358 ist es als Ciruencaw, 1377 als Czirwinkow und Czirwinkow, 1435 als Tzirmnaw, 1450 als Cziruenezicz und 1467 als Czerwenkau belegt. Der Ortsname leitet sich vom Personennamen Czerwenko ab, die Besitzung des Czerwenka.
Nach dem Ersten Schlesischen Krieg 1742 fiel Tschirmkau mit dem größten Teil Schlesiens an Preußen.
Ab 1816 gehörte die Landgemeinde Tschirmkau zum Landkreis Leobschütz, mit dem sie bis 1945 verbunden blieb. 1845 bestanden im Dorf eine katholische Kapelle, eine katholische Schule, eine Windmühle und 151 Häuser. Im gleichen Jahr wurden für Tschirmkau 497 Einwohner gezählt, davon drei evangelisch und drei jüdisch. 1861 zählte Tschirmkau 18 Bauern-, 16 Gärtner- und 44 Häuslerstellen. 1874 wurde der Amtsbezirk Knispel gebildet, dem die Landgemeinden Knispel, Tschirmkau und Zauchwitz eingegliedert wurden.
Bei der Volksabstimmung in Oberschlesien am 20. März 1921 stimmten in Tschirmkau 439 Personen für einen Verbleib bei Deutschland und 1 für Polen. Tschirmkau verblieb wie der gesamte Stimmkreis Leobschütz beim Deutschen Reich. 1933 zählte der Ort 454 Einwohner. Am 12. Juni 1936 wurde Tschirmkau in Schirmke umbenannt. 1939 wurden 455 Einwohner gezählt.
Am 13. März 1945 flüchtete die deutsche Bevölkerung aus Tschirmkau vor der heranrückenden Roten Armee. Im Zweiten Weltkrieg fielen 24 Soldaten aus Schirmke.
Als Folge des Zweiten Weltkriegs fiel Tschirnkau/Schimke 1945 mit dem größten Teil Schlesiens an Polen und wurde in Czerwonków umbenannt. Im Mai 1945 kehrte ein Großteil der zuvor geflüchteten Bevölkerung zurück. Im Juli 1946 wurde die einheimische deutsche Bevölkerung, soweit sie nicht vorher geflohen war, weitgehend vertrieben. Die neu angesiedelten Bewohner waren teilweise Zwangsumgesiedelte aus Ostpolen, das an die Sowjetunion gefallen war.
Von 1945 bis 1950 gehörte Czerwonków zur Woiwodschaft Schlesien. Anschließend wurde es der Woiwodschaft Opole zugeteilt. Seit 1999 gehört es zum wiederbegründeten Powiat Głubczycki.

## Sehenswürdigkeiten
- Die römisch-katholische Kirche Mariä Geburt (Kościół Narodzenia Najświętszej Marii Panny) wurde Anfang des 20. Jahrhunderts aus Backstein erbaut.[8]
- Steinernes Wegekreuz

## Persönlichkeiten
- Joseph Franz Wolf (* 1802 in Tschirmkau; † 1842 in Breslau), Musiklehrer, Organist und Komponist